# Гетто в Трудах (Полоцкий район)
Гетто в Труда́х (сентябрь 1941 — 7 февраля 1942) — еврейское гетто, место принудительного переселения евреев деревни Труды Малоситнянского сельсовета Полоцкого района Витебской области и близлежащих населённых пунктов в процессе преследования и уничтожения евреев во время оккупации территории Белоруссии войсками нацистской Германии в период Второй мировой войны.

## Оккупация Трудов и создание гетто
К началу войны в деревне Труды кроме местных евреев, были и приезжие, которые приехали погостить к родственникам. Уже 11 июля 1941 года высадился немецкий десант и пути эвакуации были перекрыты. В июле 1941 года в центре местечка уже были размещены немецкий гарнизон и военная комендатура. Советская власть в деревне была восстановлена уже в ноябре 1943 года, хотя целиком Полоцкий район был освобожден только 4 июля 1944 года.
После оккупации немцы заставили всех евреев деревни нашить на верхнюю одежду желтые звезды. Реализуя нацистскую программу уничтожения евреев, немцы создавали гетто почти во всех городах и населённых пунктах Беларуси, где проживало еврейское население. Так и в Трудах оккупанты в сентябре 1941 года согнали всех евреев в гетто, занимавшее три дома. Все ценности отобрали или выманили обманом. Евреев не кормили и использовали на самых тяжёлых, непосильных работах. Местные жители, когда могли, передавали им хоть какую-то еду.
Председатель колхоза выпросил у полицаев для работы кузнеца Срола из гетто. Срол забрал с собой жену с двумя детьми. Немцы узнали об этом и приехали к председателю. Срола убили при попытке убежать. Его детей подкинули и насадили на штыки, а жену застрелили.

## Уничтожение гетто
4 февраля 1942 года всех евреев согнали в один дом и приказали сдать все ценности и вещи, обещая освободить. 6 февраля евреев снова согнали в один дом. К ночи 6 февраля в Труды приехала карательная команда, которая пьянствовала всю ночь, а утром 7 февраля они раздели евреев и пешком погнали их в урочище Рябиновка.
Евреев заставили самих выкопать себе яму. Немцы очень серьёзно относились к возможности еврейского сопротивления, и поэтому в первую очередь убивали в гетто или ещё до его создания евреев-мужчин в возрасте от 15 до 50 лет — несмотря на экономическую нецелесообразность, так как это были самые трудоспособные узники. По этой причине во время «акции» (таким эвфемизмом нацисты называли организованные ими массовые убийства) никто не убегал, потому что среди обреченных людей остались практически только обессиленные старики и дети. Убивали по два человека — подводили к яме и стреляли. Маленьких детей подкидывали вверх и расстреливали на лету. Среди полицаев был эстонец Лейбург. Тела убитых каратели закидали снегом, а вечером пригнали местных жителей и приказали им закопать погибших.

## Случаи спасения
В тот день спасся Мотя (Марк) Раввин, который успел уйти к партизанам, выжил, а после войны вернулся в Труды. Также спаслась женщина по имени Фрада. Подросток Мулька успел бежать и прятался в деревне Хоняки, пока местный полицай не узнал про это. Мальчика отправили в Полоцк и там расстреляли.

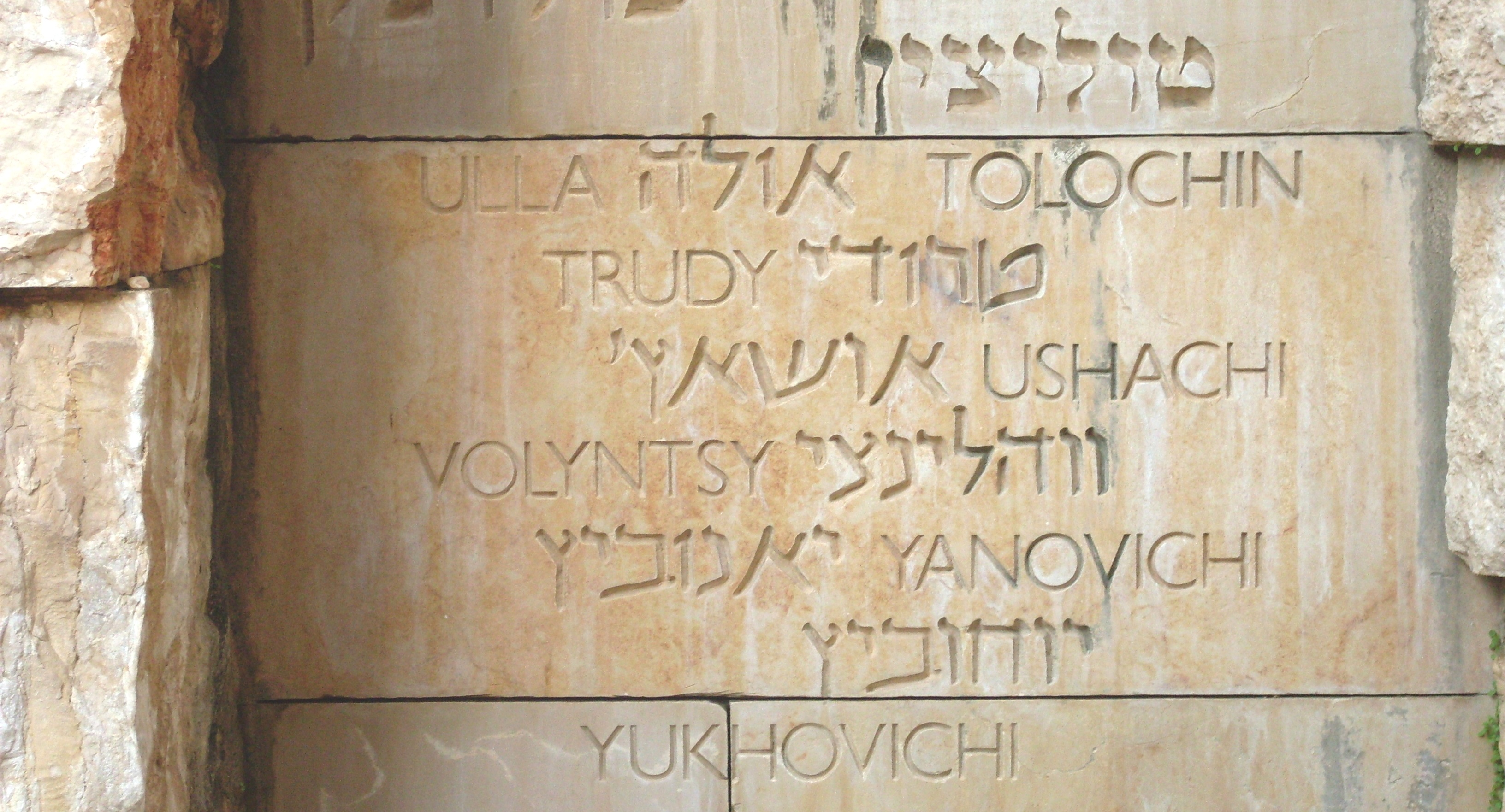
Упоминание про Труды в списке уничтоженных во время Холокоста еврейских общин в «Долине Уничтоженных общин» в музее Яд Вашем.

## Память
В списках погибших в Трудах, составленных комиссией ЧГК по Полоцкому району, из 76 убитых установлены фамилии только 64 человек.
В 1986 году на месте убийства жертвам геноцида евреев был поставлен обелиск с надписью: «Здесь в 1942 году немецко-фашистскими оккупантами расстреляны жители Трудовского сельского совета».
По свидетельствам, на этом месте расстреливали не только местных евреев, но и полоцких, которых привозили по железной дороге в Дретунь, а оттуда гнали на расстрел в Труды.
После войны в Трудах жила только одна еврейская семья — спасшегося Моти Раввина. Его первая семья погибла в деревне Рябиновка, а сын Борис Маркович Раввин, 1919 года рождения, погиб на фронте. Мотя Раввин взял в жены Фраду — ту, которая тоже сумела спастись.
Опубликованы неполные списки евреев, убитых в Трудах.